# Filarmônica Mocoquense
A Corporação Musical Filarmônica Mocoquense, popularmente conhecida como Filarmônica Mocoquense, é uma banda marcial do Brasil sediada na cidade de Mococa. Foi fundada em 25 de março de 1892, e desde então apresenta sua Retreta no coreto da praça Marechal Deodoro aos domingos.

## História
A ideia de uma banda de música para Mococa surgiu em 1892, após Carmo Taliberti, Benjamim Moreira Coelho de Magalhães e José Epifânio Ferras se reunirem no "Hotel Terraço". No ano seguinte, na manhã do dia 25 de Março de 1892, a banda fazia sua primeira apresentação, com instrumentos importados de Turim.
Ao longo de sua história, teve seis maestros: Pietro Angelo Camin, Pasquali Luigi Gagliardi, Giovanni Balan Passione, Benedito Burroni, Carlos Spina e atualmente Leandro de Oliveira. Foi através da filarmônica que Gagliardi teve a ideia de fundar a já extinta Empresa Teatral Filarmônica Mocoquense, em 20 de dezembro de 1912.
Em 2022, completou 130 anos, realizando uma apresentação em frente ao gabinete do prefeito. A filarmônica mocoquense é mais antiga do que a própria igreja matriz da cidade, que foi fundada apenas em 1896.

## Galeria

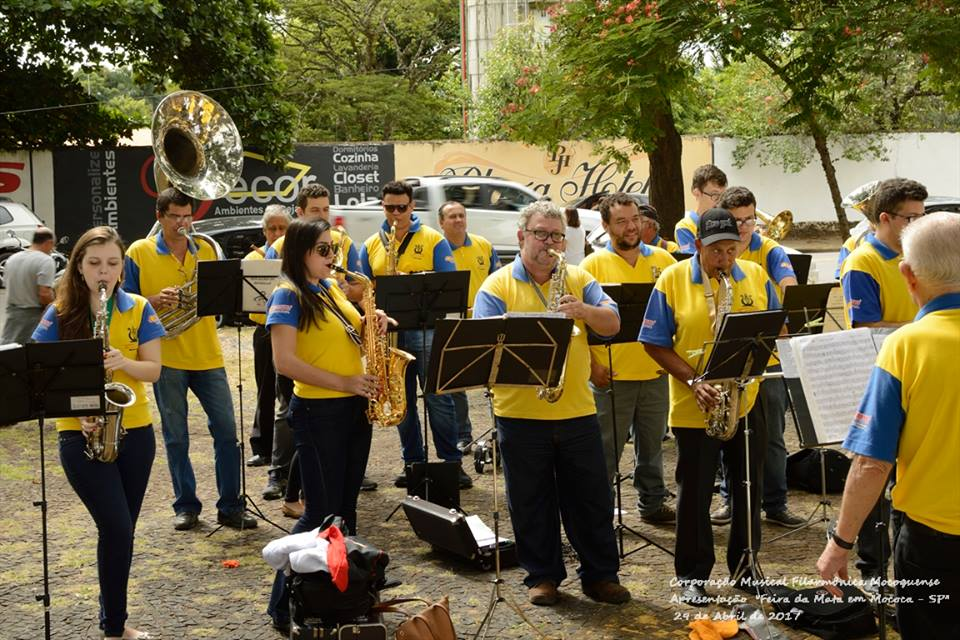
Filarmônica Mocoquense, em 2017.
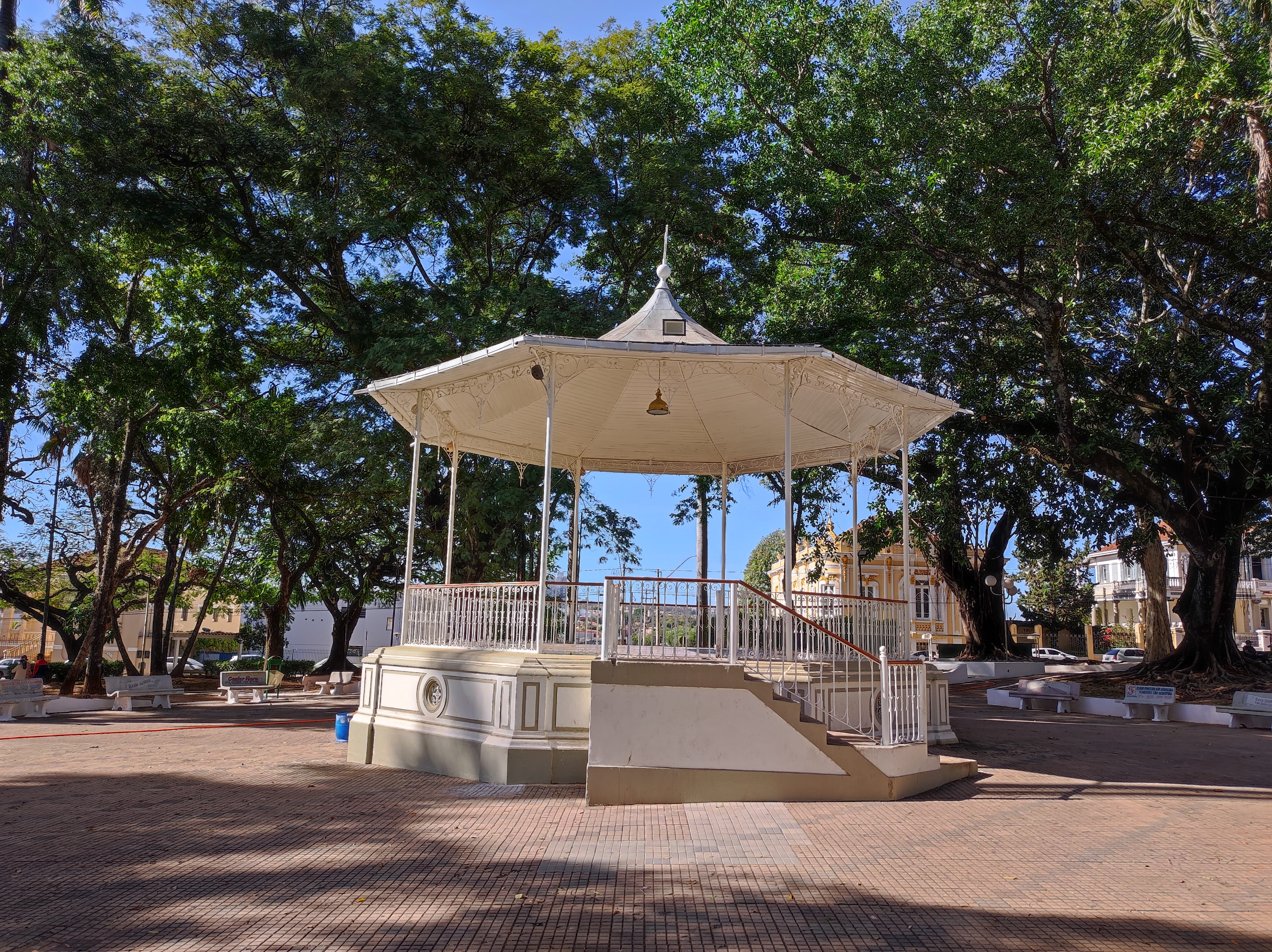
Coreto do Jardim, onde a Filarmônica Mocoquense se apresenta aos domingos, desde 1892
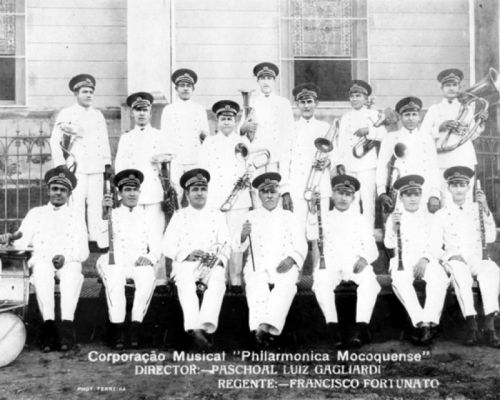
FIlarmônica Mocoquense na praça da matriz